# Jan Dvořáček (fotbalista)
Jan Dvořáček (29. ledna 1898 Žižkov – 18. listopadu 1964) byl český fotbalista, československý reprezentant.

## Fotbalová kariéra
Za československou reprezentaci odehrál v letech 1921–1927 dvanáct utkání a vstřelil deset gólů, přičemž roku 1925 dosáhl proti Jugoslávii hattricku. Byl člen takzvané železné Sparty, tedy slavného mužstva Sparty Praha z první poloviny 20. let 20. století. Původně hráč AFK Union Žižkov, přešel ke Spartě v roce 1924, s níž se stal mistrem Československa roku 1926 a 1927, českým mistrem – vítězem mistrovství Českého svazu fotbalového v roce 1922 a středočeským mistrem (vítězem tzv. Středočeské 1. třídy, obvykle nazývané Středočeská liga) – i v roce 1923, kdy šlo o nejvyšší a nejprestižnější soutěž v zemi. V roce 1926 se stal v rudém dresu rovněž nejlepším střelcem ligy – s 32 góly, což je dosud klubový rekord (v lize tento rekord překonal o deset let později Vojtěch Bradáč). Vzápětí po své hvězdné sezóně přešel do Viktorie Žižkov a brzy s ní vybojoval svůj další mistrovský titul, jediný v historii klubu (1928). Pro svou mimořádně nízkou hmotnost a štíhlost získal přezdívku centro papíro. Český sportovní novinář a historik Zdeněk Šálek ho charakterizoval jako „štíhlého, technicky vybaveného a pohotového hráče“.

## Ligová bilance
| Ročník                                       | Zápasy | Góly | Klub               |
| -------------------------------------------- | ------ | ---- | ------------------ |
| Asociační liga 1925                          | 1      | 2    | AC Sparta Praha    |
| Středočeská 1. liga 1925/26                  | 18     | 31   | AC Sparta Praha    |
| Kvalifikační soutěž Středočeské 1. ligy 1927 | 4      | 3    | AC Sparta Praha    |
| Středočeská 1. liga 1927/28                  | 7      | 4    | SK Viktoria Žižkov |
| CELKEM                                       | 30     | 40   |                    |